# Бурж
Бурж (фр. Bourges) — місто та муніципалітет у центральній Франції, у регіоні Центр — Долина Луари, адміністративний центр департаменту Шер та історичної області Беррі. Населення — 63 702 особи (01.01.2021). Порт на каналі Беррі, що зв'язує Бурж з Луарою. Транспортний вузол. Машинобудування (зокрема авіабудування), інструментальне виробництво. Підприємства шкіряної, лісопильної, харчової промисловості.

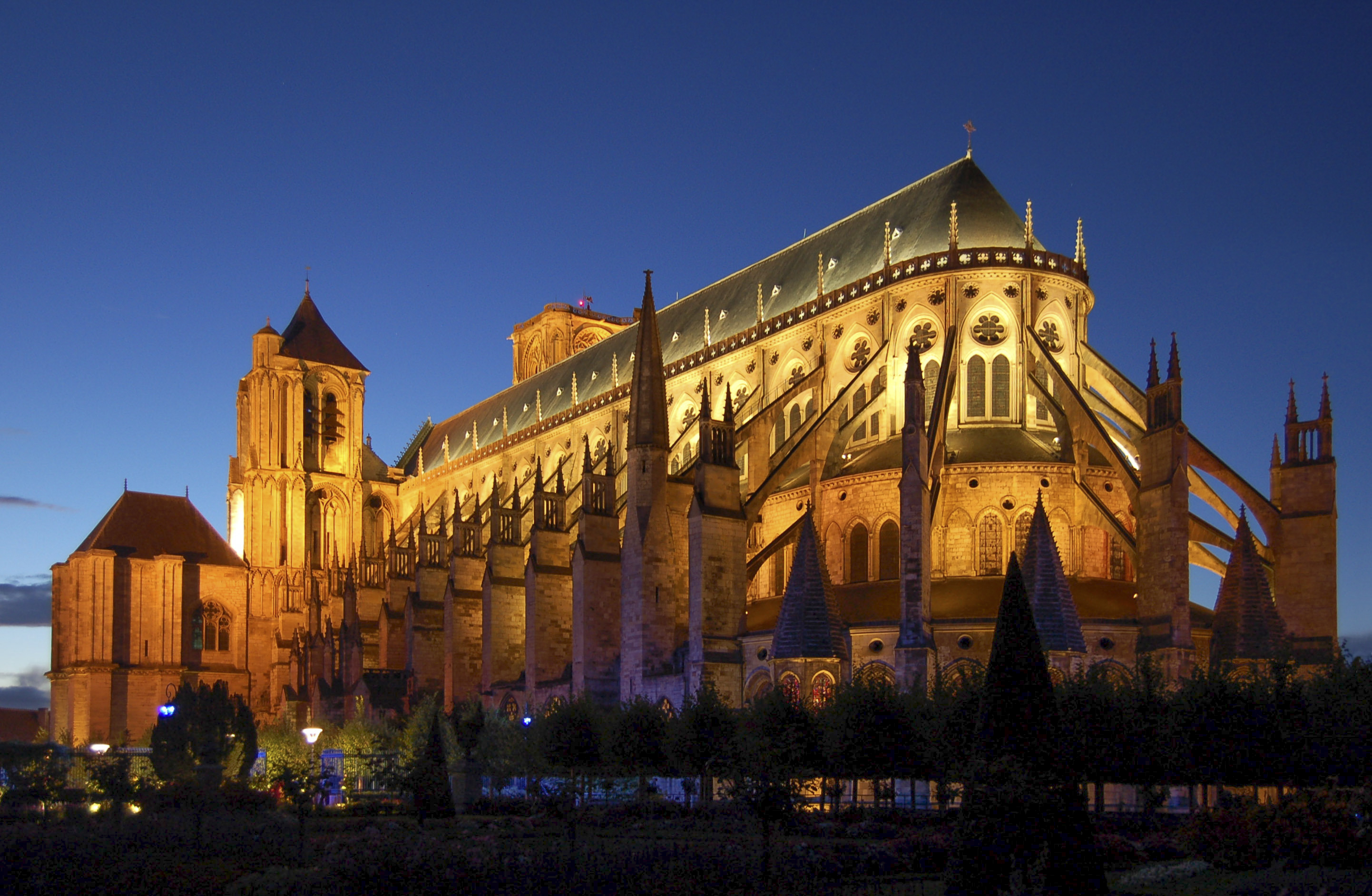
Бурзький собор

Музеї: Дю-Беррі, декоративного мистецтва, французького художника початку XX ст. Моріса Естева, природної історії. Щорічно у місті проводиться фестиваль французької пісні Весна.
Муніципалітет розташований на відстані близько 200 км на південь від Парижа, 100 км на південь від Орлеана.

## Історія
В давнину Аварікум (Avaricum), головне місто галльських бітурігів. У XI ст. Бурж стає резиденцією архієпископа Аквітанії. З тих 17 церковних соборів, що проходили у Буржі, найважливішим був собор 1438 року, що відстояв свободу галліканської церкви. У травні 1438 по заклику короля Карла VII зібрався національний французький синод, який повністю схвалив всі рішення собору. Це рішення синоду відоме як Бурзька Прагматична санкція.
Чудово збереглася середньовічна частина міста, готичні і ренесансні будинки. У центрі міста стоїть величний готичний собор Сент-Етьєн (1195—1280 рр.), побудований на місці старого собору. За своїм плануванням цей п'ятинефний собор унікальний — він був побудований невідомим архітектором без трансепту. Виділяються скульптурне убрання західного порталу і вітражі (XIII ст.) трьох рівнів хору. Інтер'єр собору наповнений світлом завдяки світлому каменю стін і колон. Невелика абсида була побудована безпосередньо на місці старої будівлі собору. Бічні капели були додані в епоху пізньої готики. У літній час в соборі Сент-Етьєн влаштовується аудіовізуальне видовище

## Основні пам'ятки
Скарбниця мистецтв Шера. Собор занесений до Списку всесвітньої спадщини ЮНЕСКО. У XIV–XV ст. — за часів міністра фінансів Карла VII Жака Кера місто стало найбільшим торговим центром Франції після Ліона і Руана. До сьогодення зберігся палац Жака Кера (Пале-Жак-Кер), побудований між 1443–51 рр. Будівля побудована в стилі французького ренесансу, а прикрашено в готичному стилі. Галереї внутрішнього двору пов'язують палац з каплицею. На фасаді головної будівлі можна побачити емблему Жака Кера.
Стара ратуша (XV ст.) типова для Північної Франції. На першому поверсі прямокутна головна будівля включає великий зал з монументальним каміном і арочним залом Ради. Зовнішні спіральні сходи ведуть до верхніх поверхів.
У колишньому Флері колись виникло перше у Франції бенедиктинське абатство. Мощі Св. Бенедикта Нурсійського, засновника ордена, покояться в крипті абатства Сен-Бенуа, побудованому в романському стилі з баштою над порталом (приблизно 1020).

## Демографія
Динаміка населення (INSEE ):
Розподіл населення за віком та статтю (2006):
| Стать | Всього | До 15 років | 15-24 | 25-44 | 45-64 | 65-85 | Понад 85 |
| --- | ------ | ----------- | ----- | ----- | ----- | ----- | -------- |
| Чоловіки | 33 319 | 5443        | 5380  | 8988  | 8489  | 4584  | 435      |
| Жінки | 37 511 | 5683        | 5011  | 9163  | 9288  | 6916  | 1450     |
| \| Статево-вікова піраміда \| Статево-вікова піраміда \| Статево-вікова піраміда \| \| ----------------------- \| ----------------------- \| ----------------------- \| \| Чоловіки \| Вік \| Жінки \| \| 435 \| 85 + \| 1450 \| \| 741 \| 80-84 \| 1502 \| \| 1039 \| 75-79 \| 1793 \| \| 1338 \| 70-74 \| 1806 \| \| 1466 \| 65-69 \| 1815 \| \| 1645 \| 60-64 \| 1737 \| \| 2181 \| 55-59 \| 2526 \| \| 2339 \| 50-54 \| 2517 \| \| 2324 \| 45-49 \| 2508 \| \| 2159 \| 40-44 \| 2437 \| \| 2054 \| 35-39 \| 2048 \| \| 2247 \| 30-34 \| 2304 \| \| 2528 \| 25-29 \| 2374 \| \| 2860 \| 20-24 \| 2640 \| \| 2520 \| 15-20 \| 2371 \| \| 1834 \| 10-14 \| 1956 \| \| 1822 \| 5-9 \| 1792 \| \| 1787 \| 0-4 \| 1935 \| |        |             |       |       |       |       |          |
| Статево-вікова піраміда |        |             |       |       |       |       |          |
| Чоловіки | Вік    | Жінки       |       |       |       |       |          |
| 435 | 85 +   | 1450        |       |       |       |       |          |
| 741 | 80-84  | 1502        |       |       |       |       |          |
| 1039 | 75-79  | 1793        |       |       |       |       |          |
| 1338 | 70-74  | 1806        |       |       |       |       |          |
| 1466 | 65-69  | 1815        |       |       |       |       |          |
| 1645 | 60-64  | 1737        |       |       |       |       |          |
| 2181 | 55-59  | 2526        |       |       |       |       |          |
| 2339 | 50-54  | 2517        |       |       |       |       |          |
| 2324 | 45-49  | 2508        |       |       |       |       |          |
| 2159 | 40-44  | 2437        |       |       |       |       |          |
| 2054 | 35-39  | 2048        |       |       |       |       |          |
| 2247 | 30-34  | 2304        |       |       |       |       |          |
| 2528 | 25-29  | 2374        |       |       |       |       |          |
| 2860 | 20-24  | 2640        |       |       |       |       |          |
| 2520 | 15-20  | 2371        |       |       |       |       |          |
| 1834 | 10-14  | 1956        |       |       |       |       |          |
| 1822 | 5-9    | 1792        |       |       |       |       |          |
| 1787 | 0-4    | 1935        |       |       |       |       |          |

## Економіка
2010 року серед 43 272 осіб працездатного віку (15—64 років) 30 176 були активними, 13 096 — неактивними (показник активності 69,7%, у 1999 році було 70,0%). З 30 176 активних мешканців працювало 25 926 осіб (13 725 чоловіків та 12 201 жінка), безробітними було 4250 (2171 чоловік та 2079 жінок). Серед 13 096 неактивних 4963 особи були учнями чи студентами, 3891 — пенсіонерами, 4242 були неактивними з інших причин.

У 2010 році в муніципалітеті числилось 31596 оподаткованих домогосподарств, у яких проживали 64736,5 особи, медіана доходів виносила 18 296 євро на одного особоспоживача

## Персоналії
- Кюжа Жак — відомий правознавець доби Відродження, професор римського права в університеті Буржа.
- Берта Морізо — французька художниця
- Владимир Янкелевич — французький філософ
- Валері Буає — французький політик;
- Бланше Марк (1968) — французький поет, есеїст, літературний, художній і музичний критик, літературний організатор.

## Події
Printemps de Bourges — щорічний музичний фестиваль, що проводиться в Буржі щороку.

## Галерея

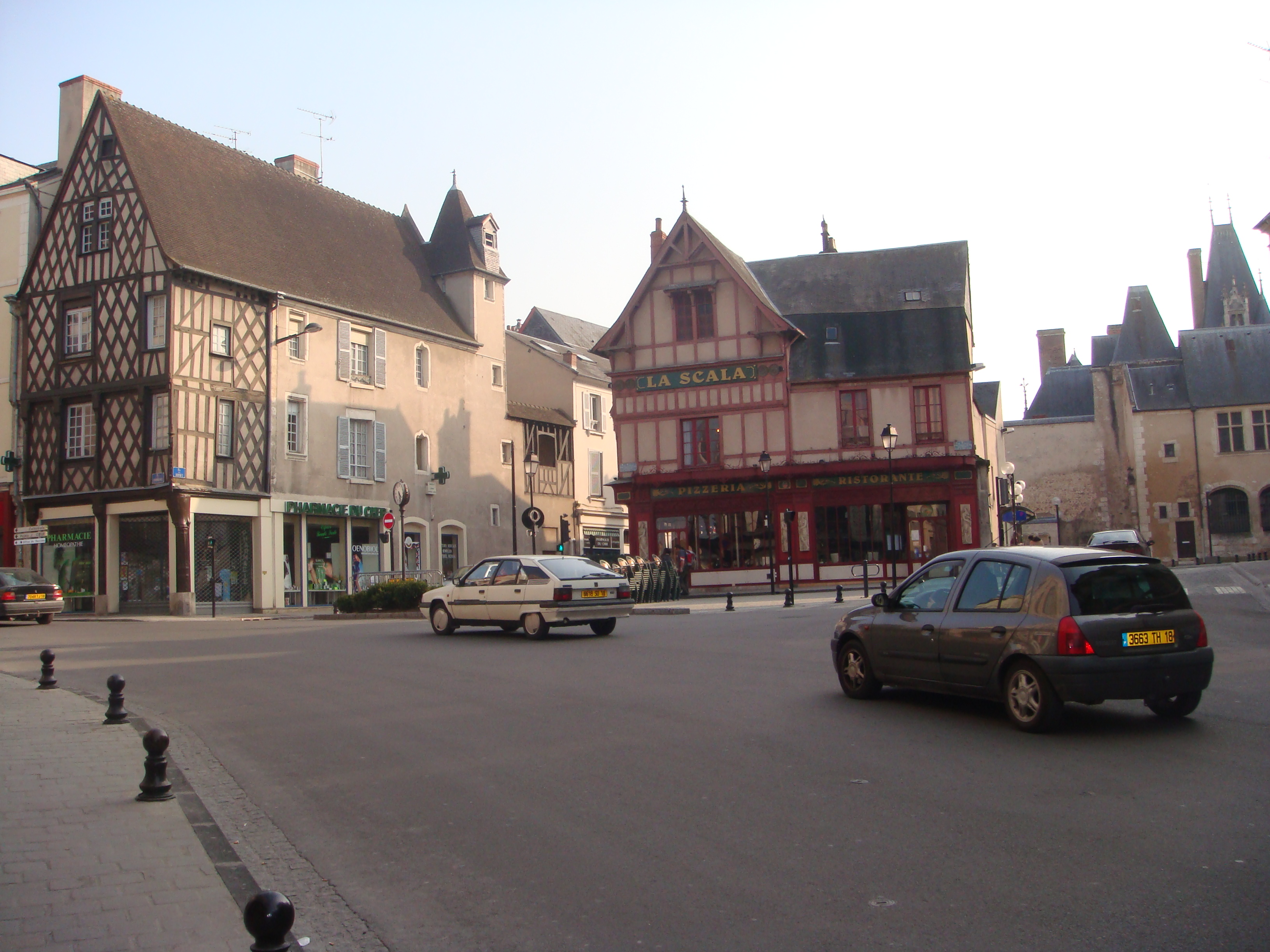
La place Planchat
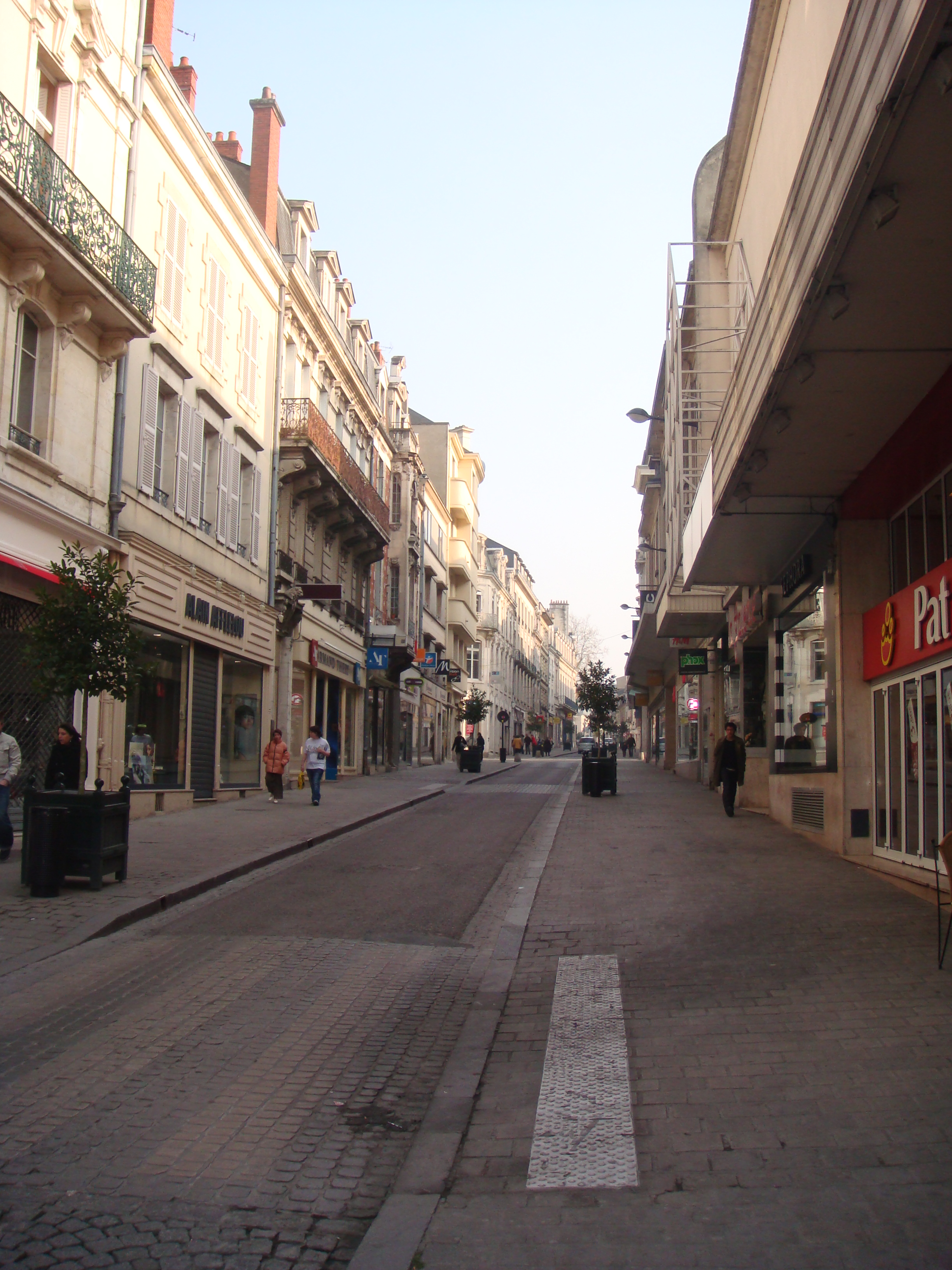
La rue Moyenne, principale rue commerciale de Bourges
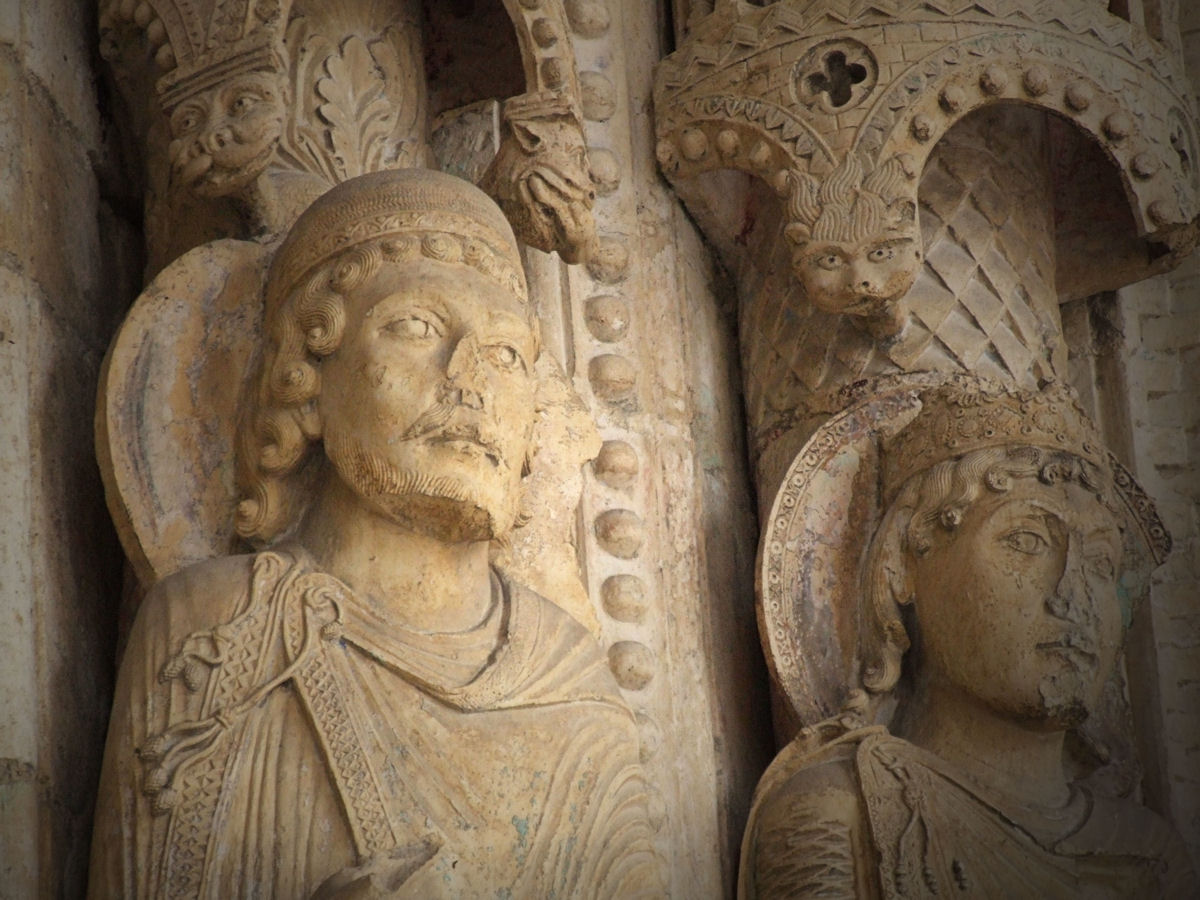
La cathédrale Saint-Étienne, XIIe et XIIIe siècle
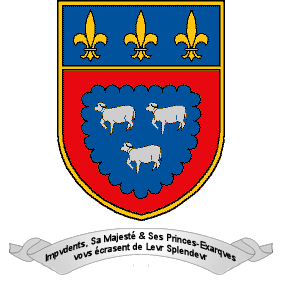
Blason de Bourges
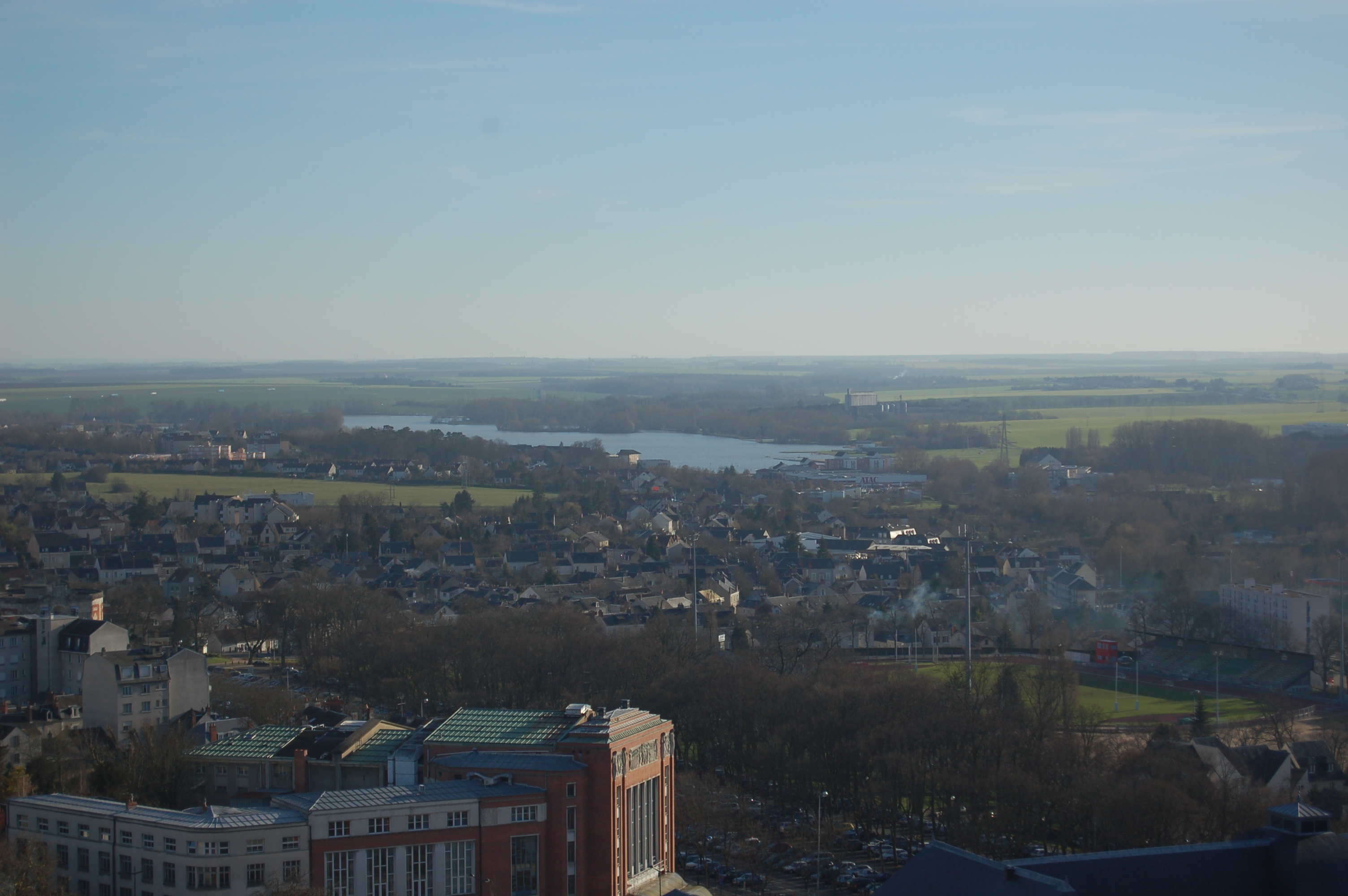
Vue de Bourges depuis la cathédrale
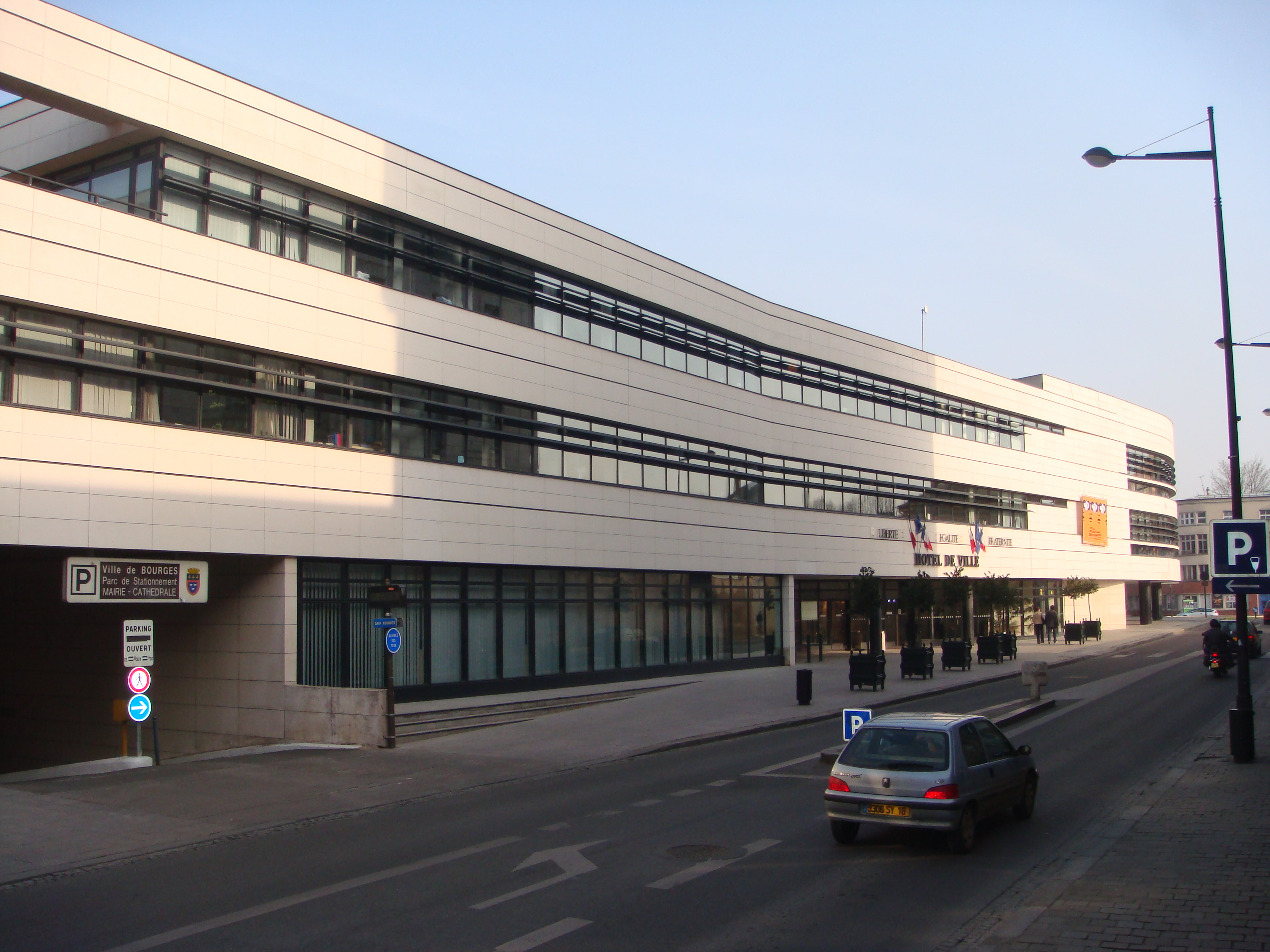
L’hôtel de ville de Bourges
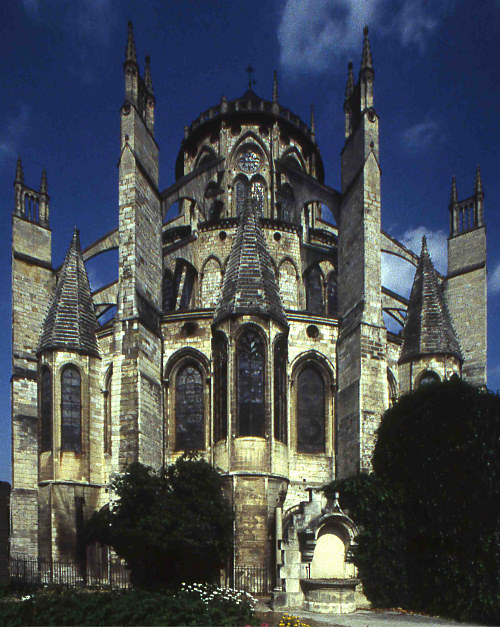
Cathédrale Saint-Étienne
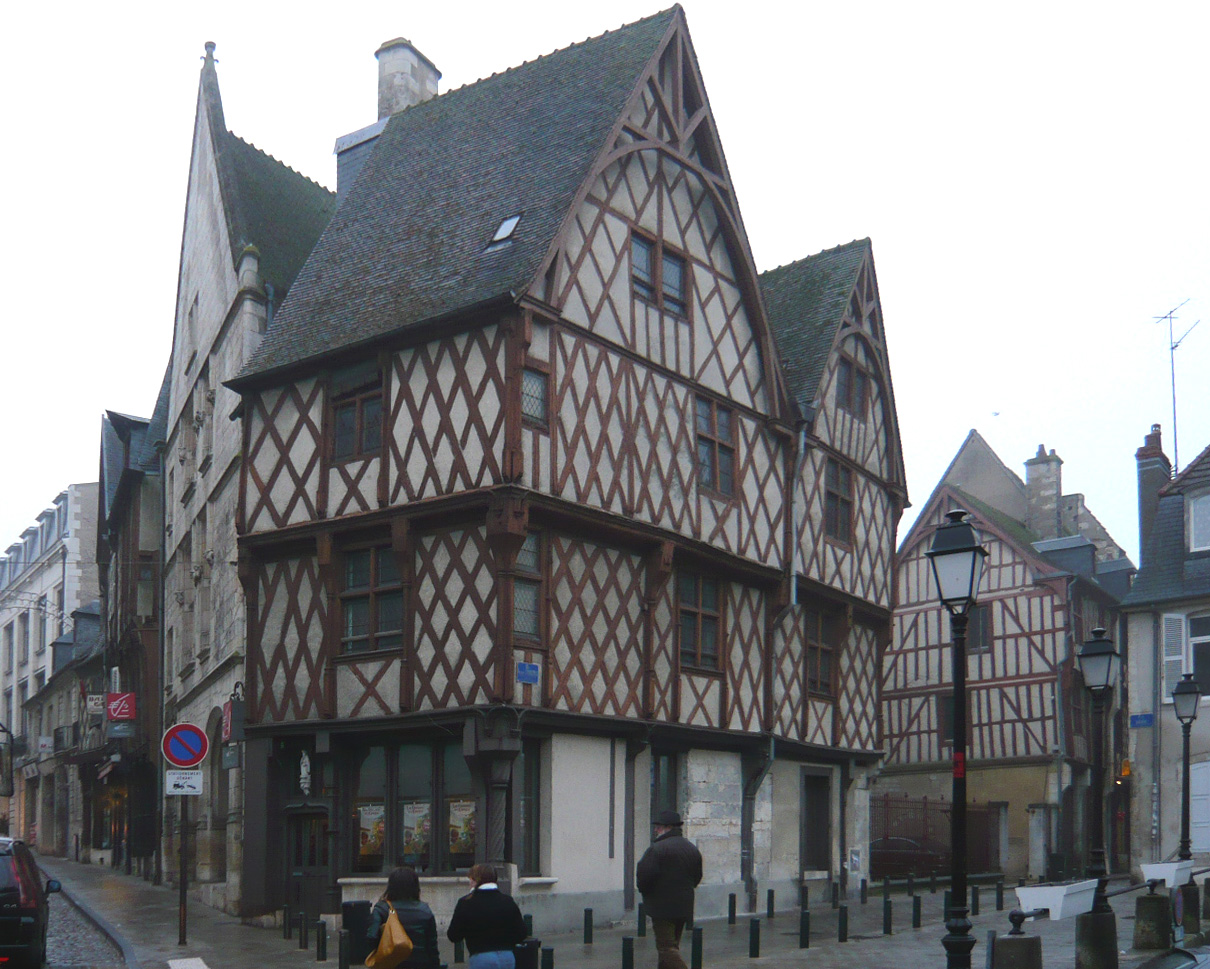
Maisons à pans de bois
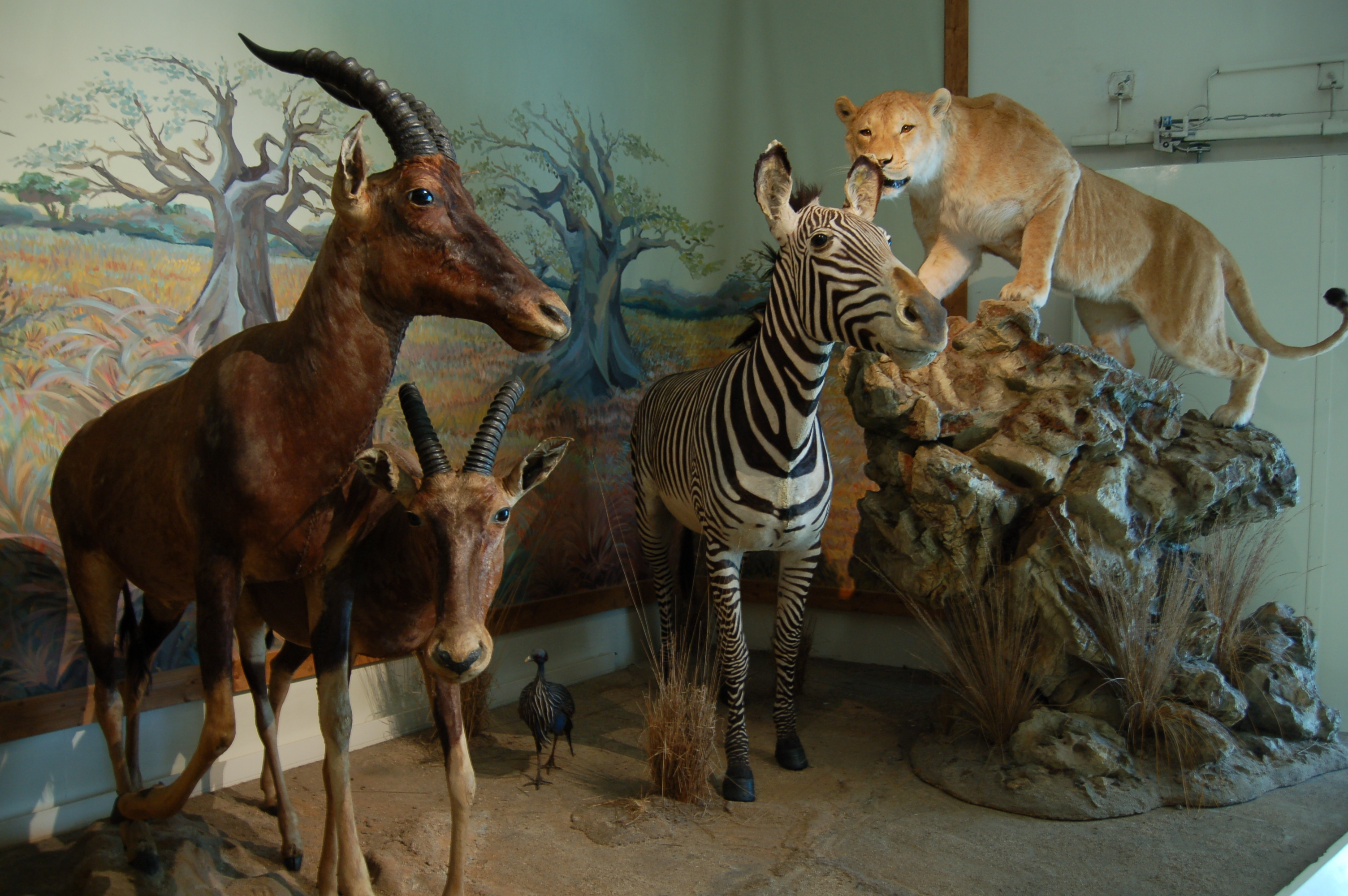
Animaux naturalisés au Muséum de Bourges

## Міста-побратими
1. – Авейру, Португалія (1989) [6]